# Deževa
Deževa (izvirno srbsko Дежева) je naselje v Srbiji, ki upravno spada pod Mesto Novi Pazar; slednja pa je del Raškega upravnega okraja.

## Demografija
V naselju živi 180 polnoletnih prebivalcev, pri čemer je njihova povprečna starost 37,8 let (38,5 pri moških in 37,1 pri ženskah). Naselje ima 68 gospodinjstev, pri čemer je povprečno število članov na gospodinjstvo 3,50.
To naselje je, glede na rezultate popisa iz leta 2002, večinoma srbsko, a v času zadnjih 3 popisov je opazen porast števila prebivalcev.
|  |

| Demografija | Demografija     | Demografija     |
| Leto        | Št. prebivalcev | Št. prebivalcev |
| ----------- | --------------- | --------------- |
|             |                 |                 |
|             |                 |                 |
|             |                 |                 |
|             |                 |                 |
| 1948        | 51              |                 |
| 1953        | 61              |                 |
| 1961        | 97              |                 |
| 1971        | 120             |                 |
| 1981        | 161             |                 |
| 1991        | 213             | 205             |
| 2002        | 249             | 238             |
|             |                 |                 |

| Etnična sestava po popisu iz leta 2002 | Etnična sestava po popisu iz leta 2002 | Etnična sestava po popisu iz leta 2002 | Etnična sestava po popisu iz leta 2002 | Etnična sestava po popisu iz leta 2002 |
| -------------------------------------- | -------------------------------------- | -------------------------------------- | -------------------------------------- | -------------------------------------- |
| Srbi                                   | Srbi                                   |                                        | 235                                    | 98,73%                                 |
| Hrvati                                 | Hrvati                                 |                                        | 1                                      | 0,42%                                  |
| Neznano                                | Neznano                                |                                        | 2                                      | 0,84%                                  |